# Autostrada A106 (Francja)
Autostrada A106 (fr. Autoroute A106, nazywana również odgałęzieniem Orly (fr. Antenne d'Orly) – krótka autostrada znajdująca się w aglomeracji paryskiej. Stanowi połączenie arterii A6 z portem lotniczym Paryż-Orly.
Długość trasy wynosi 5,5 km i oddano ją do użytku w 1960 roku. Zarządcą drogi jest międzydepartamentalna dyrekcja dróg Île-de-France (fr. direction interdépartementale des routes d'Île-de-France, skrótowo DIR Île-de-France). Na całej długości ma dwie jezdnie po dwa pasy ruchu.
W latach 1960–1982 nosiła oznaczenie B6.

## Natężenie ruchu
W 2010 roku dzienne natężenie ruchu wyniosło 53 tysiące pojazdów dziennie. Pomiaru dokonano na wysokości miejscowości Rungis.